# 施瓦茨瓦尔德先生和埃德加先生的最後把戲
施瓦茨瓦尔德先生和埃德加先生的最後把戲（捷克語：Poslední trik pana Schwarcewalldea a pana Edgara）或稱作最後把戲（捷克語：Poslední trik）。是由捷克電影导演及动画师杨·史云梅耶于1964年導演的一部荒誕主義短片，也是史云梅耶的處女作。

## 短片概要
伴隨著音樂和片頭字幕，顯示演員和工作人員正于後台著裝，為他們的演出做準備。故事開始，我們看到兩位分別名叫“埃德加”和“施瓦茲瓦爾德”的啞劇魔術師（并非真人，是由黑子風格的木偶出演）通過精妙的魔術表演，取悅觀衆，且都試圖超越對方。儘管兩人互相暗自較勁，但在每次表演結束仍如紳士般握手以示友好。
然而，隨著兩人緊張關系的加劇，握手禮逐漸變得不那麽的友好。一開始由埃德加先手，他從帽子中掏出青魚，將它一扔，落至他自己木製的腦袋中；施瓦茲瓦爾德變出狗形木偶在繩子上表演著各種雜技；埃德加一見狀，長出更多的手臂以同時演奏多種樂器；施瓦茲瓦爾德則模仿這個把戲，變出多個頭如扔沙袋般把玩著；埃德加則抽離對方的椅子使其活過來表演雜技。在兩人最後握手時出現了徹頭徹尾的暴力場面，他們互相把對方撕裂到虛無。而這，是他們最後的把戲。